# Yngve Holm (seglare)
Yngve Robert Holm, född 12 september 1895 i Västervik, död 16 februari 1943 i Stockholm, var en svensk båtkonstruktör och seglare.
Yngve Holm var son till Knut Holm och bror till Tore Holm.
Han seglade för Norrköpings SS. Han blev olympisk guldmedaljör i Antwerpen 1920. I början av 1920-talet flyttade han till Stockholm och blev varvschef på Hästholmsvarvet.